# Terremoto de Huasco de 1851
El Terremoto de Huasco de 1851 se produjo a las 00:14 horas. Fue un terremoto de 7,2 grados en la escala de Richter que azotó a la ciudad de Vallenar y el puerto de Huasco el día 26 de mayo de 1851. Con calidad de terremoto fue percibido en las regiones de Atacama, Coquimbo, Valparaíso y Santiago de Chile. Los daños se calcularon en cuatrocientos mil dólares en Copiapó y cien mil dólares en Chañarcillo.

## Expedición Científica de Estados Unidos
La Expedición Científica Norteamericana al Hemisferio Sur de los años 1848 a 1853, a cargo del Subteniente James Melville Gilliss, estaba asentada en la ciudad de Santiago de Chile e hizo registro del terremoto ocurrido el 2 de abril y del posterior terremoto del 26 de mayo de 1851.
El terremoto comenzó quince minutos pasada la medianoche. Tuvo una duración aproximada de dos minutos y estuvo acompañado de gran ruido. En Santiago hubo caída de muros medianeros, y de acuerdo al informe de Gilliss, el sector de La Chimba sufrió menos que el resto de la ciudad.
En Copiapó, el sismo no estuvo precedido por ningún ruido que lo advirtiera. De acuerdo al periódico El Pueblo de Copiapó, el terremoto fue más terrible que el del 2 de abril. Informó que más de una docena de casas fueron destruidas en esta ciudad. En calle Comercio no hubo tienda que no sufriera pérdidas, incluidas el Café Mineli y la farmacia, y la tienda de vajilla de la Señora Langlie. Entre el día 25 y el día 27 de mayo se presentaron más de cien réplicas. Estiman que el movimiento tuvo su centro más al sur, debido a que se presentó muy fuerte en Chañarcillo y más suave en Tres Puntas. En Chañarcillo, la destrucción afectó casas, maquinaria y labores mineras, pero no se reportaron muertes. Se estimaron pérdidas por cien mil dólares. La ocurrencia de temblores cada diez minutos no permitió dormir a sus habitantes durante dos noches.
Una carta publicada en el Copiapino el 30 de mayo, fechada en Huasco el día 26, indicó que muchas casas fueron arruinadas por el terremoto en Huasco Bajo, destruyéndose la iglesia y las tapias del poblado. No hubo pérdidas humanas.
En la ciudad de Vallenar, muchas casas sufrieron daños debido al fuerte impacto del movimiento. En Freirina, un caballero de Santiago reportó que una grieta en la tierra atrapó su pie e informó que entre el 26 y el 27 se reportaron no menos de 127 réplicas. Estas condiciones continuaron al menos hasta el 1 de junio. Informó también que gracias a la presencia de pastos verdes que estaban creciendo muy rápido se pudo alimentar el ganado, siendo un consuelo frente las pérdidas y desgracias de ese año.
Una carta del intendente de la provincia de Atacama fechada el 2 de julio informó que en Copiapó cinco o seis casas se derrumbaron y otras tantas presentaron daños, en San Antonio tanto el poblado como la mina del mismo nombre estaban completamente arruinados. En Copiapó se conformó una comisión con dos arquitectos para evaluar el estado de las casas, ordenándose demoler 25 viviendas debido a su estado inhabitable. La iglesia de La Matriz, La Merced y San Francisco no tuvieron grandes daños con este terremoto, sin embargo el Teatro, la cárcel y el edificio de la municipalidad tuvieron daños. En el cementerio y el Hospital también hubo daños, este último con caída de paredes internas.
En La Serena no se reportaron daños graves, indicando que el movimiento tuvo dirección norte-sur.

## Tsunami
No hay registros oficiales de tsunamis para este terremoto, sin embargo, la carta publicada en el Copiapino informó que en el puerto de Huasco el mar se retiró ciento cincuenta yardas mar adentro. La fuerza del agua fue tan fuerte que los barcos arrastraron sus anclas. Llegó un ola con gran violencia que tuvo una altura por sobre los diez pies de alto por sobre la alta marea. El agua alcanzó el patio de la aduana, mojando completamente las cargas que allí se encontraban. El fenómeno se observó a media legua del mar repitiéndose muchas veces a cortos intervalos.
A las ocho de la noche se repitió un temblor que se sintió de suroeste a noreste y los habitantes de Huasco Bajo huyeron a los cerros temiendo una nueva ola.